# Ozyptila amkhasensis
Ozyptila amkhasensis là một loài nhện trong họ Thomisidae.
Loài này thuộc chi Ozyptila. Ozyptila amkhasensis được Benoy Krishna Tikader miêu tả năm 1980.